# Gonomyia pleurostriata
Gonomyia pleurostriata là một loài ruồi trong họ Limoniidae. Chúng phân bố ở miền Australasia.